# Pseudopterogorgia rubrotincta
Pseudopterogorgia rubrotincta är en korallart som först beskrevs av Thomson och Henderson 1905.  Pseudopterogorgia rubrotincta ingår i släktet Pseudopterogorgia och familjen Gorgoniidae. Inga underarter finns listade i Catalogue of Life.